# Der Goldene Nazivampir von Absam 2 – Das Geheimnis von Schloß Kottlitz
Der Goldene Nazivampir von Absam 2 – Das Geheimnis von Schloß Kottlitz ist eine deutsche Trash-Horror-Action-Komödie aus dem Jahre 2007. Der Film wurde von Lasse Nolte inszeniert und von der Münchner Filmwerkstatt produziert, der deutsche Kinovertrieb liegt bei der Constantin Film. In den Hauptrollen spielten unter anderem Daniel Krauss, Götz Burger, Walter Stapper und Hendrik Martz.

## Handlung
Beim US-Militärgeheimdienst arbeitet ein einziger Brillenträger: der Okkultismus-Spezialist William ‘B.J.’ Blazkowicz. Dieser erhält im Oktober 1942 von General Donovan den Auftrag, Berichten nachzugehen, nach denen die Waffen-SS nach Atlantis forscht und nackt germanischen Druidenriten frönt, um eine okkulte „Wunderwaffe“ zu entwickeln. Blazkowicz wird daher in die Alpenfestung im österreichischen Absam eingeschleust und findet dort heraus, wonach das „Ahnenerbe der SS“ forscht, wer das Gerippe von Graf Dracula aus der Walachei verschwinden ließ und was der fanatische SS-General Otto von Grimm in unterirdischen Laboratorien voller deutscher Wissenschaftler und einer Grube mit geschmolzenem Gold treibt. Blazkowicz findet heraus, dass Grimm eine Armee von Nazivampiren erschaffen hat. Zunächst gelingt es ihm auch die Vampire scheinbar mit einem heiligen Kreuz zu vernichten. Zufrieden meldet er dies seinem Vorgesetzten. Doch es handelte sich nur um eine Finte. Der tatsächliche Plan ist viel perfider: mit dem Vampirgebiss von Dracula will Grimm aus sich den Obervampir machen. Da ihm dann flüssiges Metall nichts mehr anhaben kann, will er sich in flüssiges Gold fallen lassen, um so für alle Zeit sicher vor Sonnenlicht zu sein. Danach will er mit einer Armee von goldenen Nazivampiren ein neues Imperium formen. Es gelingt Blazkowicz jedoch, das Gebiss durch eine Fälschung auszutauschen und Grimm lässt sich in den sicheren Tod fallen.
Zurück in Washington, D.C. wird Blazkowicz zum Chef einer eigenen OSS-Abteilung ernannt, die okkulte Naziforschungen aufdecken und verhindern soll. Der nächste Auftrag wartet schon auf ihn.

## Hintergrund
Der Goldene Nazivampir von Absam 2 – Das Geheimnis von Schloß Kottlitz wurde von Studenten der Hochschule für Fernsehen und Film München mit einem Budget von unter 800 Euro je Minute hergestellt (Low-Budget-Film). Vor und hinter der Kamera konnten national oder international bekannte Stars für die Mitarbeit am Projekt gewonnen werden:
- Oliver Kalkofe und Santiago Ziesmer, die deutsche Stimme von SpongeBob Schwammkopf, haben im Film Gastauftritte.
- id Software genehmigte die Verwendung von Elementen aus dem Ego-Shooter Wolfenstein 3D.
- Der Song zum Film wird von Knorkator, die Filmmusik vom finnischen Komponisten Tuomas Kantelinen beigesteuert.

Unterstützung für das Projekt kam u. a. von der Filmförderungsanstalt und verschiedenen Sponsoren. Die Filmemacher haben sich von Anfang an auch um die Öffentlichkeitsarbeit für das Projekt bemüht: so wurde die Nennung als Associate Producer im Abspann bei eBay versteigert und der Regisseur veröffentlichte auf seiner Website einen Podcast, in dem er im Stile Peter Jacksons über die Vorbereitungen zu den Dreharbeiten berichtete. Eine erste Aufführung des noch unfertigen Films vor Fachpublikum fand am 21. Mai 2007 auf dem die Internationalen Filmfestspiele von Cannes 2007 begleitenden Cannes Film Market statt. Eine nicht-öffentliche Vorführung für die Beteiligten fand am 3. November 2007 in München statt. Die deutsche Erstaufführung fand am 24. April 2008 im Rahmen des Festivals sehsüchte der Hochschule für Film und Fernsehen Potsdam statt, wo Der Goldene Nazivampir von Absam 2 – Das Geheimnis von Schloß Kottlitz für den Produzentenpreis nominiert war. Der Film wird von Uwe Bolls Boll KG vermarktet und ist am 9. Januar 2009 auf DVD erschienen.
Unter dem Titel Iron Nazi Vampir wurde der Film im Dezember 2012 erneut (und erstmals auch auf Blu-ray) vermarktet, um werblich einen Bezug zu Iron Sky herzustellen.

## Bilder

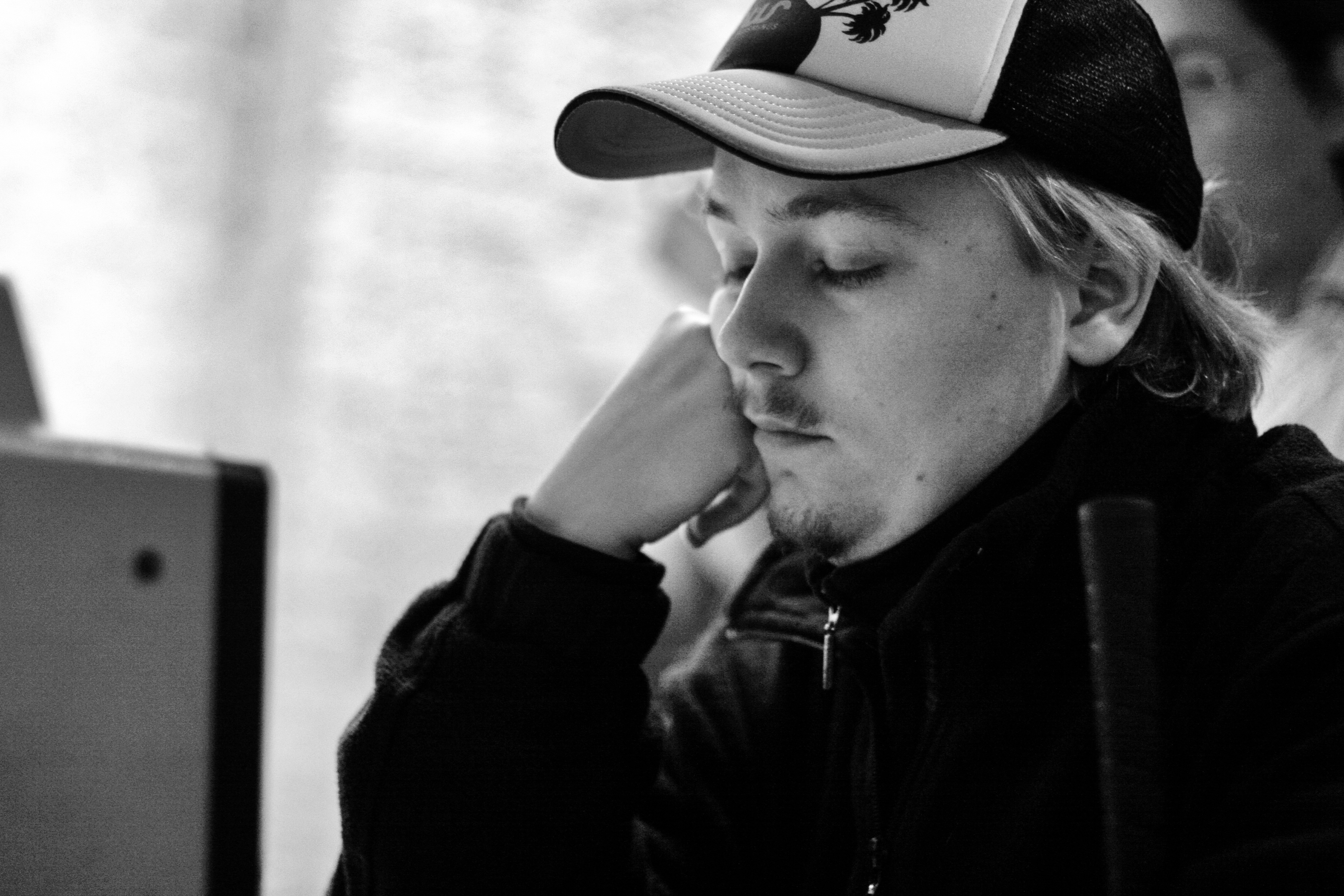
Regisseur Lasse Nolte